# Région Sud-Est (Brésil)
Pour les articles homonymes, voir Région du Sud-Est.
La région Sud-Est (portugais : região Sudeste) est la plus riche et la plus peuplée des cinq régions du Brésil. Les quatre États qui la composent (État de São Paulo, le Minas Gerais, l'État de Rio de Janeiro et l'Espírito Santo) sont responsables ensemble pour à peu près de 60 % du PIB brésilien. Les trois plus grandes villes du pays, c'est-à-dire São Paulo, Rio de Janeiro et Belo Horizonte se situent dans cette région.
La population de la région est de 80 millions d'habitants en 2010, c'est-à-dire environ 40 % de la population brésilienne.

## Relief
Cette région est très touristique puisqu'on y trouve les célèbres plages brésiliennes telles que : Copacabana, Ipanema, Leblon, Barra da Tijuca. À cela s'ajoutent des monuments majeurs comme le Corcovado, le Christ Rédempteur ou la colline du Mont du Pain de Sucre.

## Région universitaire
Centre commercial et industriel du Brésil, le Sud-est concentre également les institutions supérieures les plus importantes et de grandes universités. Par exemple, il y a l'Université d'État de Campinas, de l'État de São Paulo. À Rio de Janeiro se trouve la Bibliothèque nationale du Brésil ,, la plus grande bibliothèque d’Amérique latine et une des dix bibliothèques les plus grandes du monde selon l'Unesco .

## Économie

### Agriculture

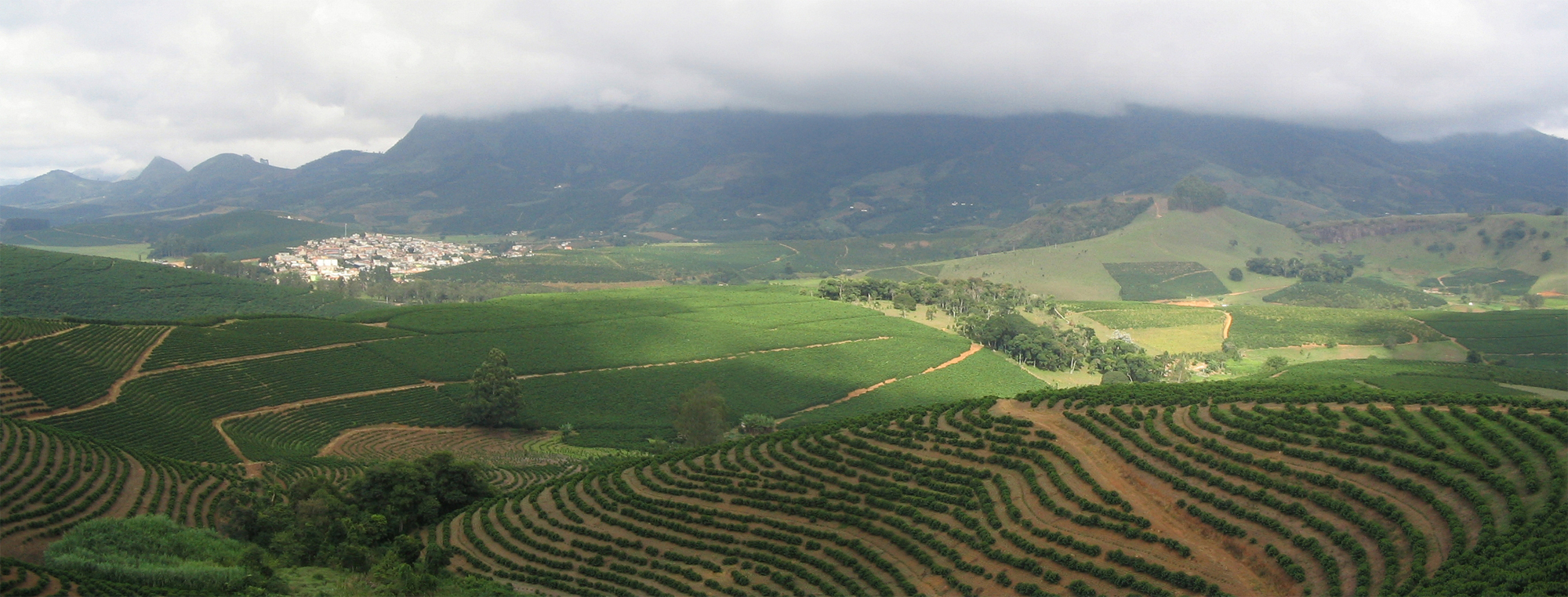
Plantation de café en Minas Gerais.

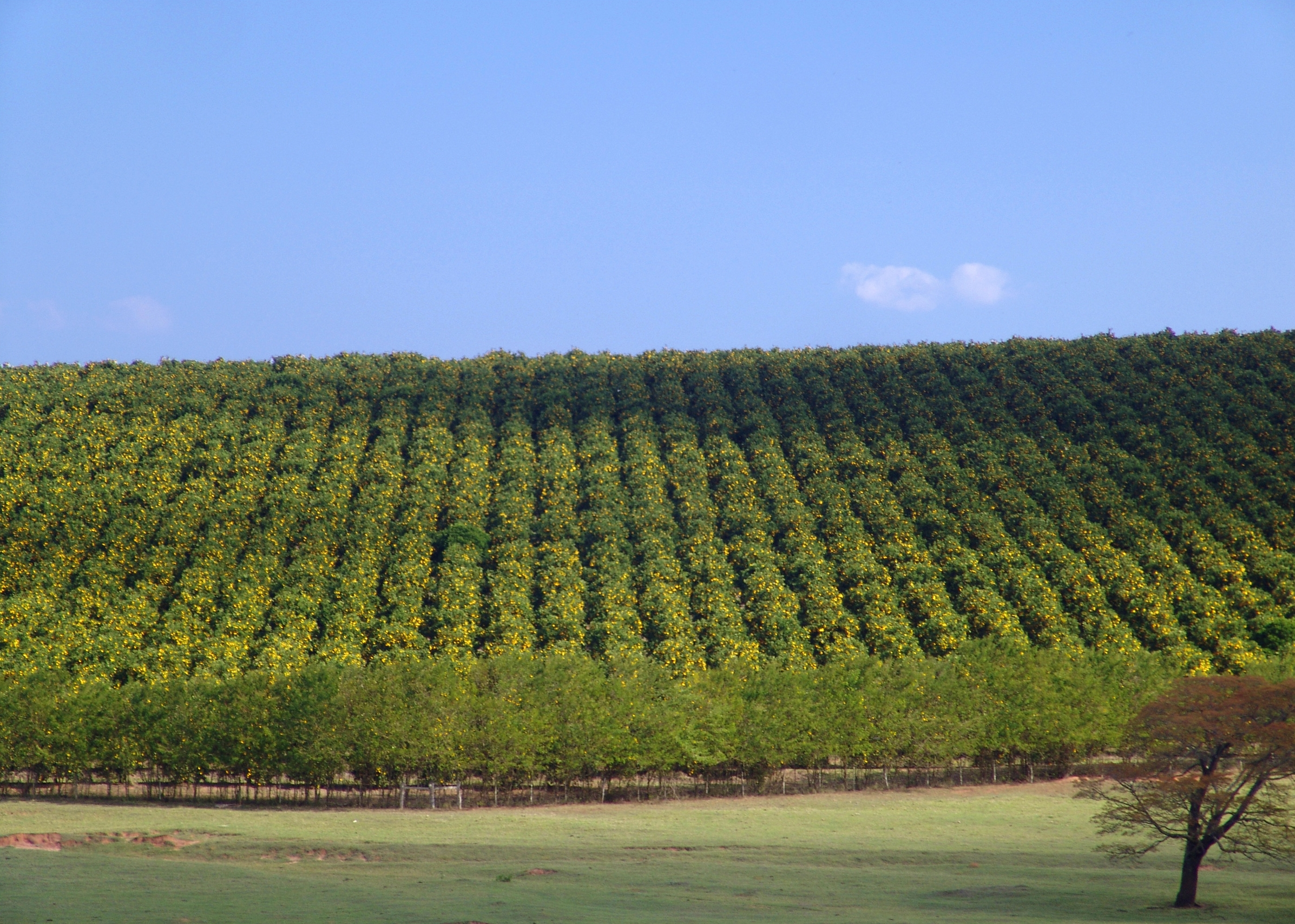
Plantation d'orangers en São Paulo.

Les principaux produits agricoles cultivés sont :
- café (85% de la production du pays, qui est le premier producteur mondial) ;
- canne à sucre (65% de la production du pays, qui est le premier producteur mondial) ;
- orange (85% de la production du pays, qui est le premier producteur mondial) ;
- citron (80% de la production du pays, qui est le cinquième producteur mondial) ;
- arachide (90% de la production du pays, qui est le 14e producteur mondial) ;
- banane (35% de la production du pays, qui est le septième producteur mondial) ;
- sorgho (30% de la production nationale, le pays étant le septième producteur) ;
- tomate (44% de la production nationale, le pays étant le dixième producteur) ;
- kaki (70% de la production nationale, le pays étant le 6e producteur mondial) ;
- mandarine (60% de la production nationale, le pays étant le 6e producteur mondial) ;
- papaye (40% de la production nationale, le pays étant le 2e producteur mondial) ;
- ananas (27% de la production nationale, le pays étant le 3e producteur mondial) ;
- manioc (13% de la production nationale, le pays étant le 5e producteur mondial).

La région produit encore des quantités considérables de :
- haricot (plus de 20% de la production nationale, le pays étant le 3e producteur mondial) ;
- soja (7% de la production du pays, qui est le plus grand producteur au monde) ;
- pomme de terre, carotte et fraise (plus de 50% de la production du pays)[6].

### Bétail

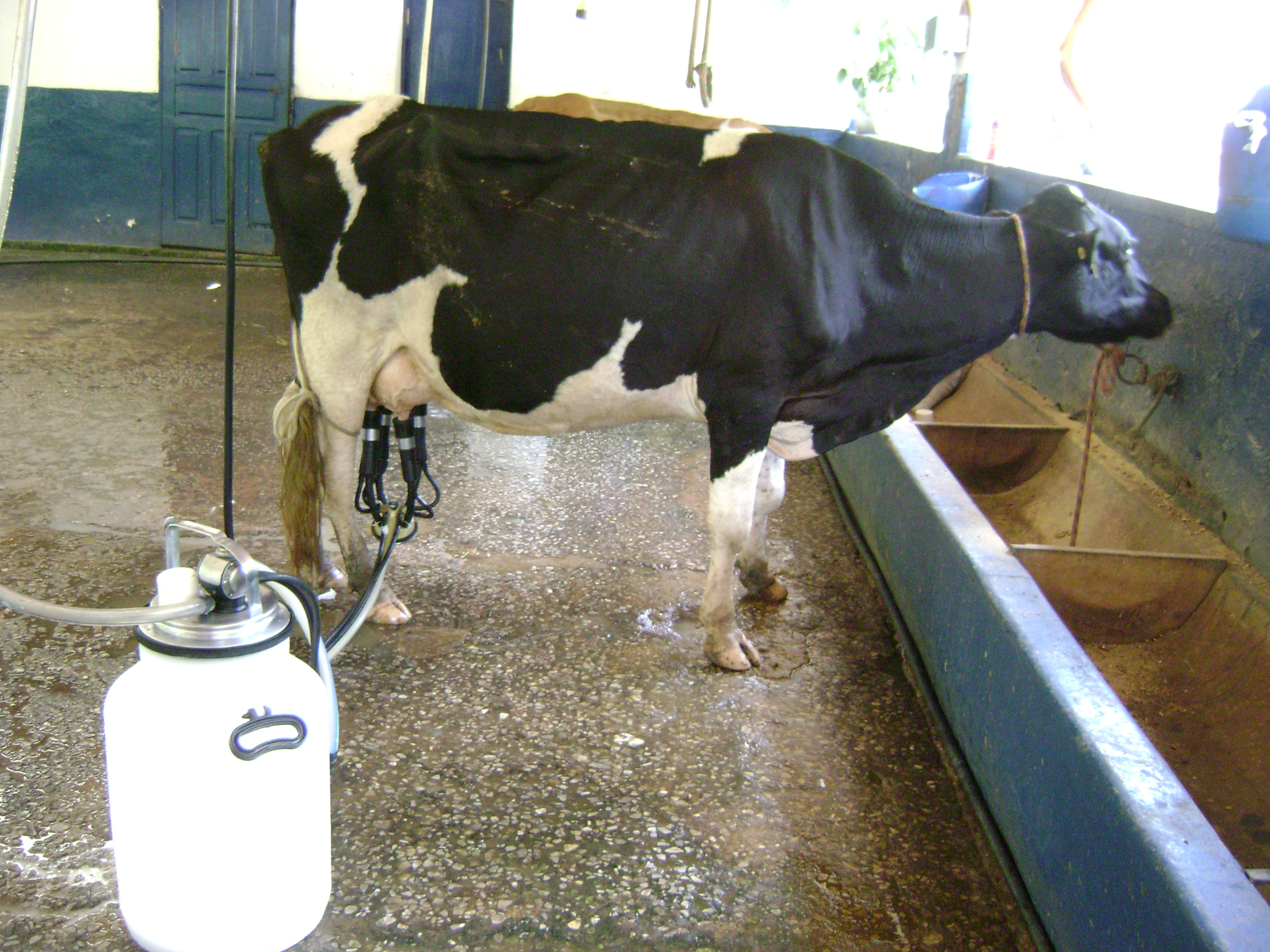
Extraction de lait à Minas Gerais.

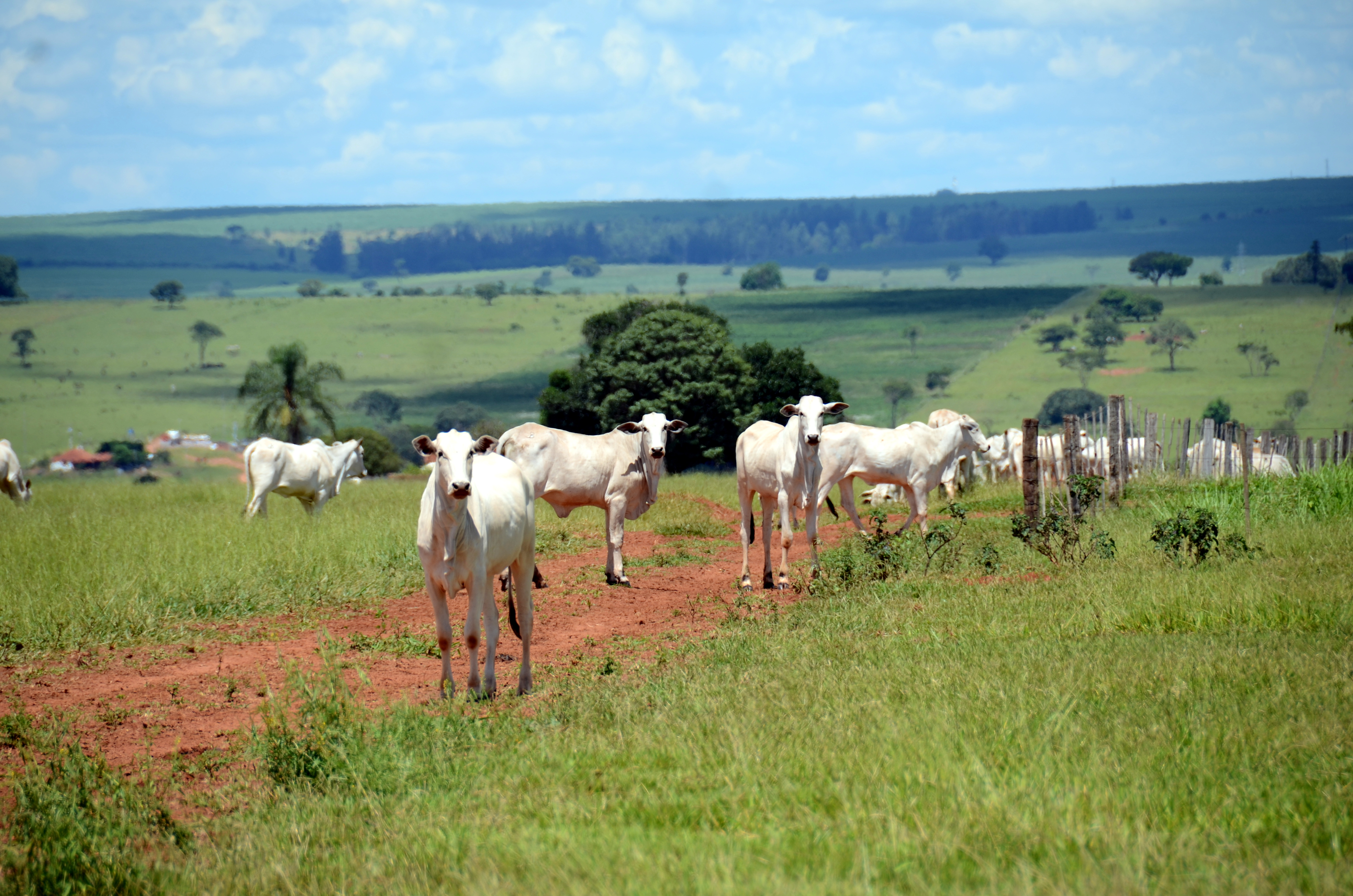
Bovins à São Paulo

Le bétail occupe également une grande place dans la région.
Le Sud-Est est le deuxième producteur national de lait, avec 34,2%, en légère perte par rapport à la Région Sud, qui en produit 35,7%. Le sud-est possède le plus grand troupeau de vaches traites: 30,4% du total de 17,1 millions existant au Brésil. La productivité la plus élevée, cependant, est celle de la région du Sud, avec une moyenne de 3 284 litres par vache et par an, c'est pourquoi elle est en tête du classement de la production laitière depuis 2015. Le Minas Gerais est le principal pays producteur de lait du Brésil avec le plus important, il est également efficace pour les vaches laitières, responsables de 26,6% de la production et 20,0% de tous les animaux en lait. La commune de Patos de Minas était le deuxième producteur en 2017, avec 191,3 millions de litres de lait.
L'élevage de volaille et la production d'œufs sont les plus importants du pays. Les troupeaux de volaille, selon IBGE, comprennent les poulets, les coqs, les poules et les poussins. En 2018, la région Sud, avec un accent sur la création de poulets de boucherie, était responsable de près de la moitié du total brésilien (46,9%). Le Paraná ne représentait que 26,2%. Cependant, la situation est inversée en ce qui concerne les poulets. La première région du classement était le Sud-Est, avec 38,9% de la capitale totale du pays. Un total de 246,9 millions de poules était estimé pour 2018. L'état de São Paulo était responsable de 21,9%. La production nationale d'œufs de poule était de 4,4 milliards de douzaines en 2018. La région du Sud-Est était responsable de 43,8% du total produit. L'État de São Paulo était le plus grand producteur national (25,6%), avec un total de 16,8 millions d'oiseaux. Le sud-est est responsable de 64%, mettant en évidence São Paulo (24,6%) et Espírito Santo (21,0%).

### Exploitation minière

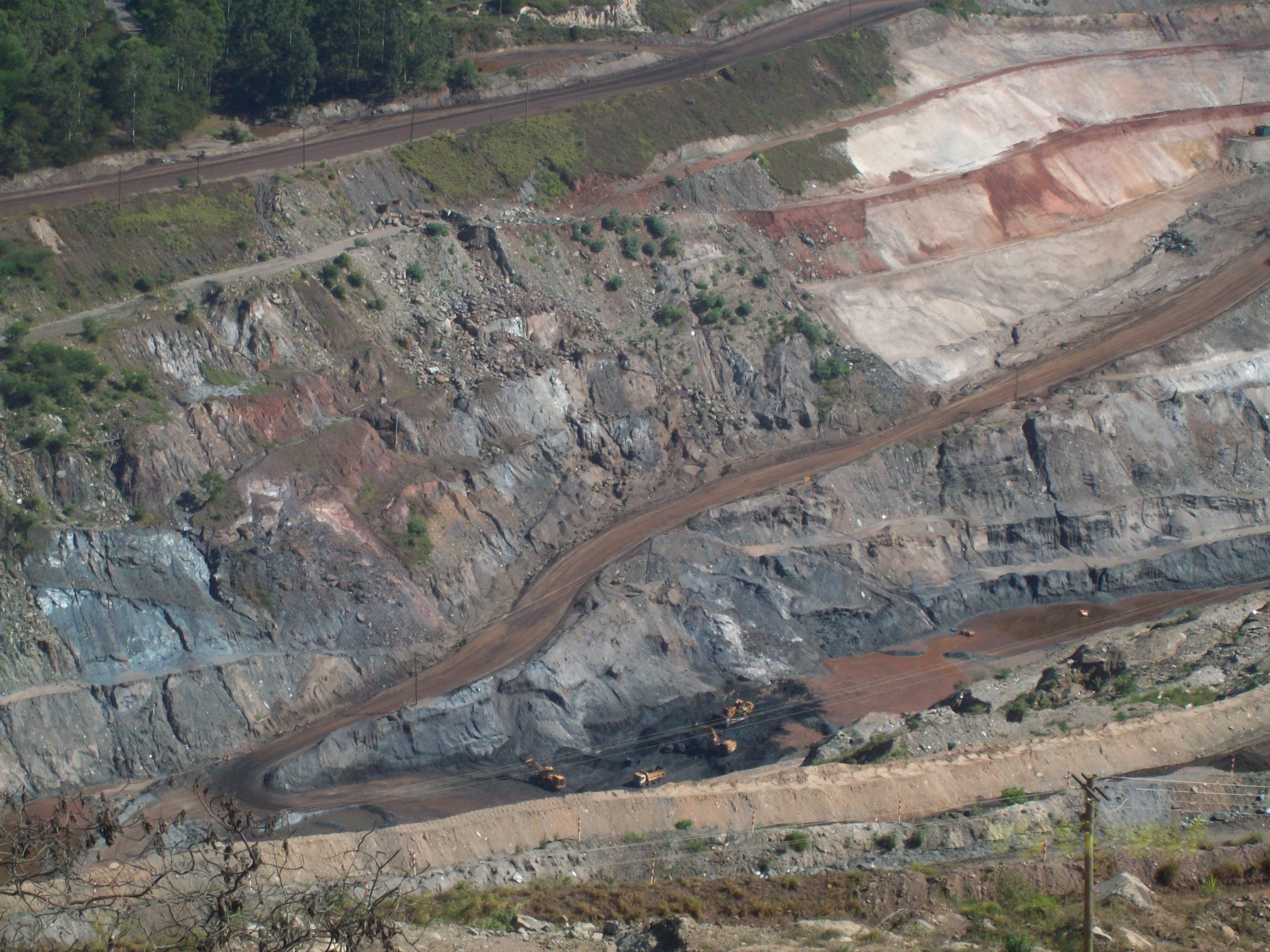
Mine de fer à Minas Gerais.

En ce qui concerne la production minière, en 2017, Minas Gerais était le plus grand producteur du pays de fer (277 millions de tonnes d'une valeur de 37,2 milliards de réaux), or (29,3 tonnes pour une valeur de 3,6 milliards de réaux), zinc (400 000 tonnes pour une valeur de 351 millions de réaux) et niobium (sous forme de chlorhydrate) (131 000 tonnes pour une valeur de 254 millions de réaux). En outre, Minas était le deuxième producteur de aluminium (bauxite) (1,47 million de tonnes pour une valeur de 105 millions de réaux), troisième de manganèse (296 000 tonnes pour une valeur de 32 millions de réaux) et le 5e de étain (206 tonnes d'une valeur de 4,7 millions de réaux). Minas Gerais représentait 47,19% de la valeur de la production de minéraux commercialisée au Brésil (première place), avec 41,7 milliards de réaux,,,. L'État a la plus grande production de diverses pierres précieuses du pays. En aigue-marine, Minas Gerais produit les pierres les plus précieuses du monde. En diamant, le Brésil était le plus grand producteur mondial de diamants de 1730 à 1870, l'exploitation minière a eu lieu pour la première fois dans la Serra da Canastra, région de Diamantina, ce qui a fait baisser encore le prix du pierre dans tout le monde en raison de la production excessive. Minas Gerais continue d'extraire des diamants, en plus d'avoir des productions à plus ou moins grande échelle de agate, émeraude, grenat, jaspe et Saphir. Topaz et tourmaline se démarquent. Pour la topaze, le Brésil possède la variété la plus précieuse au monde, la topaze impériale, produite uniquement à Ouro Preto. De plus, le pays est le premier producteur mondial de topaze. C'est également l'un des plus grands producteurs de tourmaline au monde,,.

### Industrie

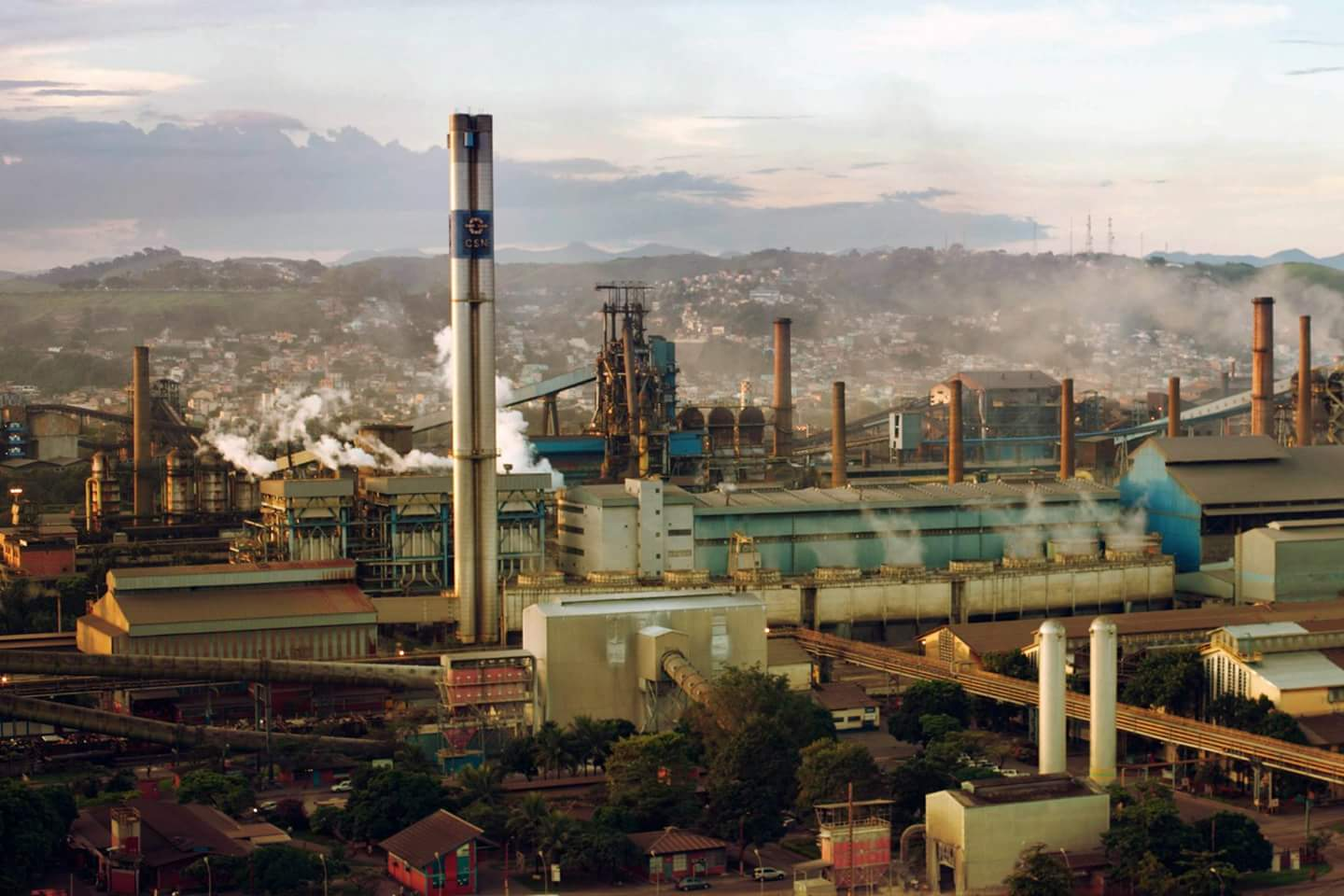
Fabricant d'acier CSN, à Rio de Janeiro.

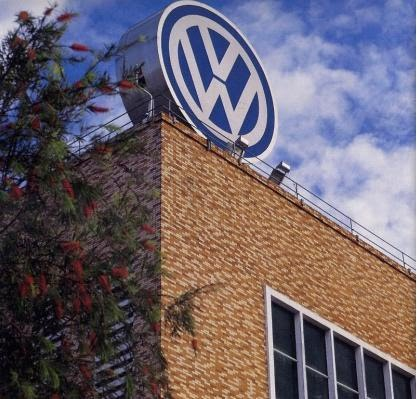
Usine Volkswagen à São Paulo.

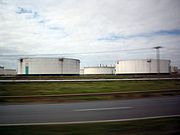
REPLAN, la principale raffinerie de Petrobras produisant du pétrole, située à Paulinia, São Paulo.

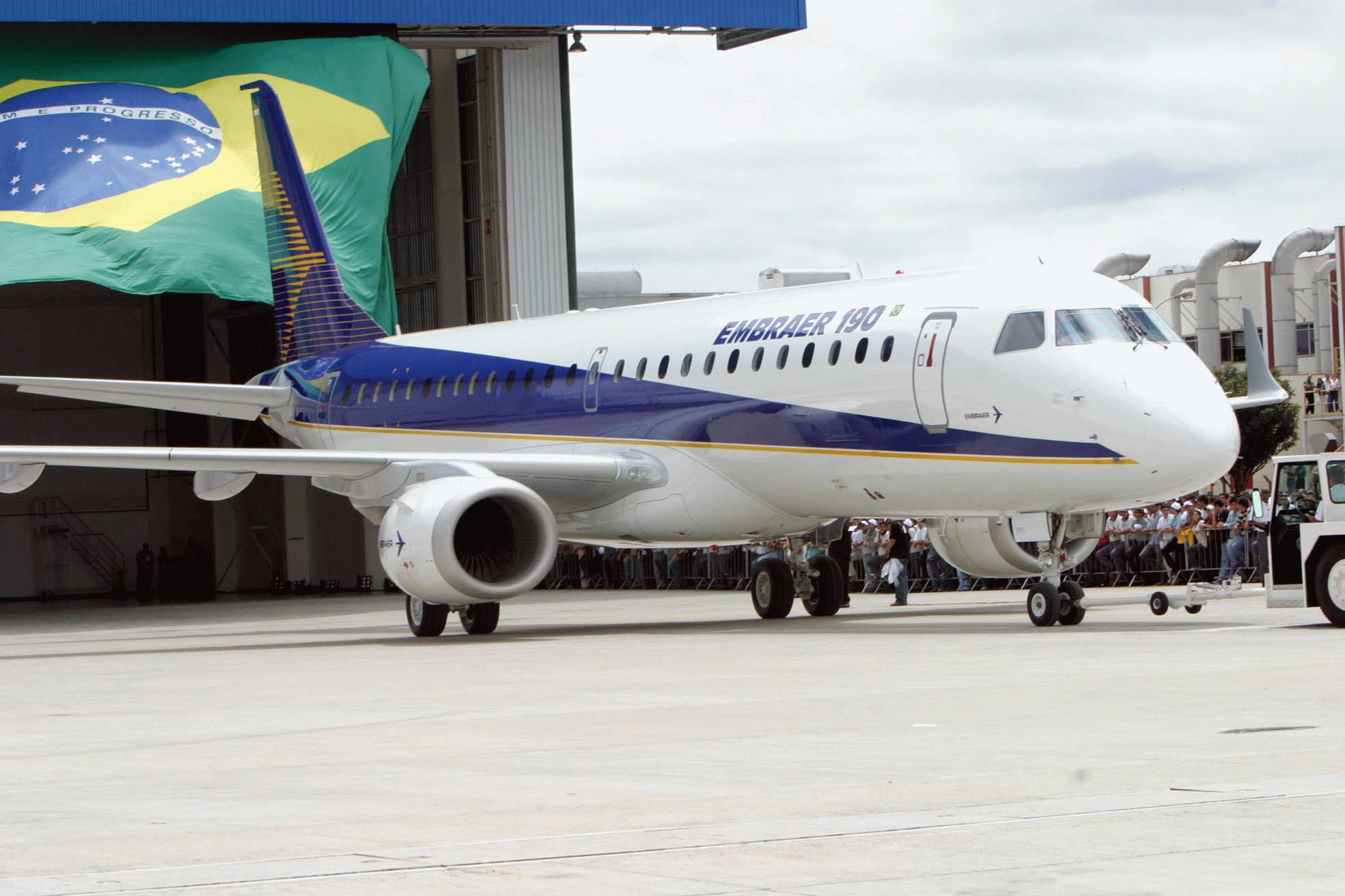
Embraer Y-190, avion développé par Embraer dont le siège est à São José dos Campos, à l'intérieur de São Paulo.

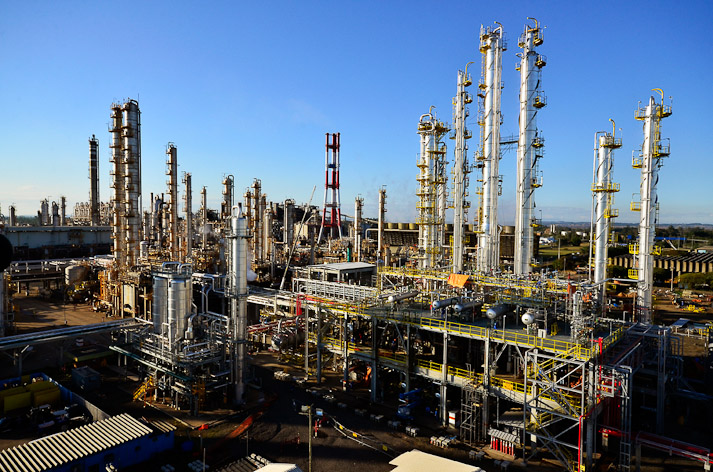
Industrie chimique Braskem à São Paulo

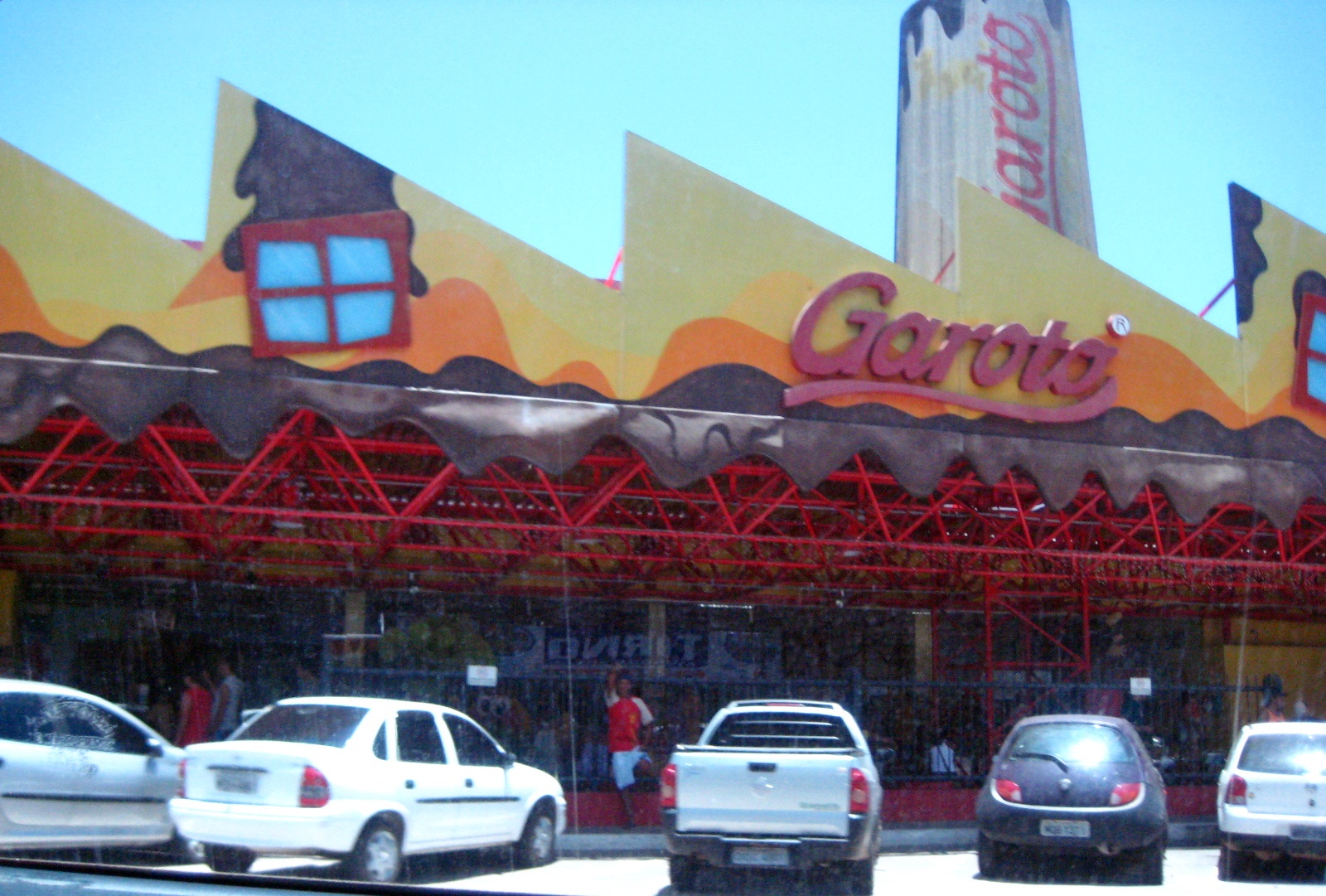
Chocolaterie Garoto, à Espírito Santo.

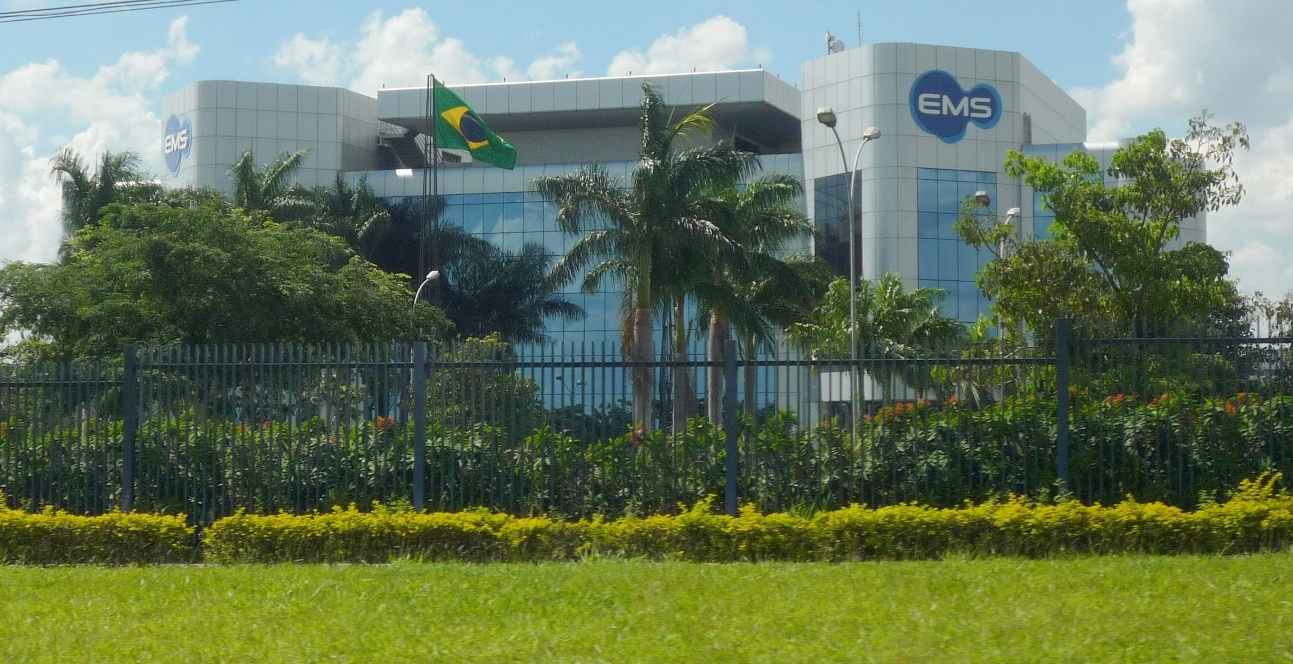
EMS pharmaceutical industry in São Paulo

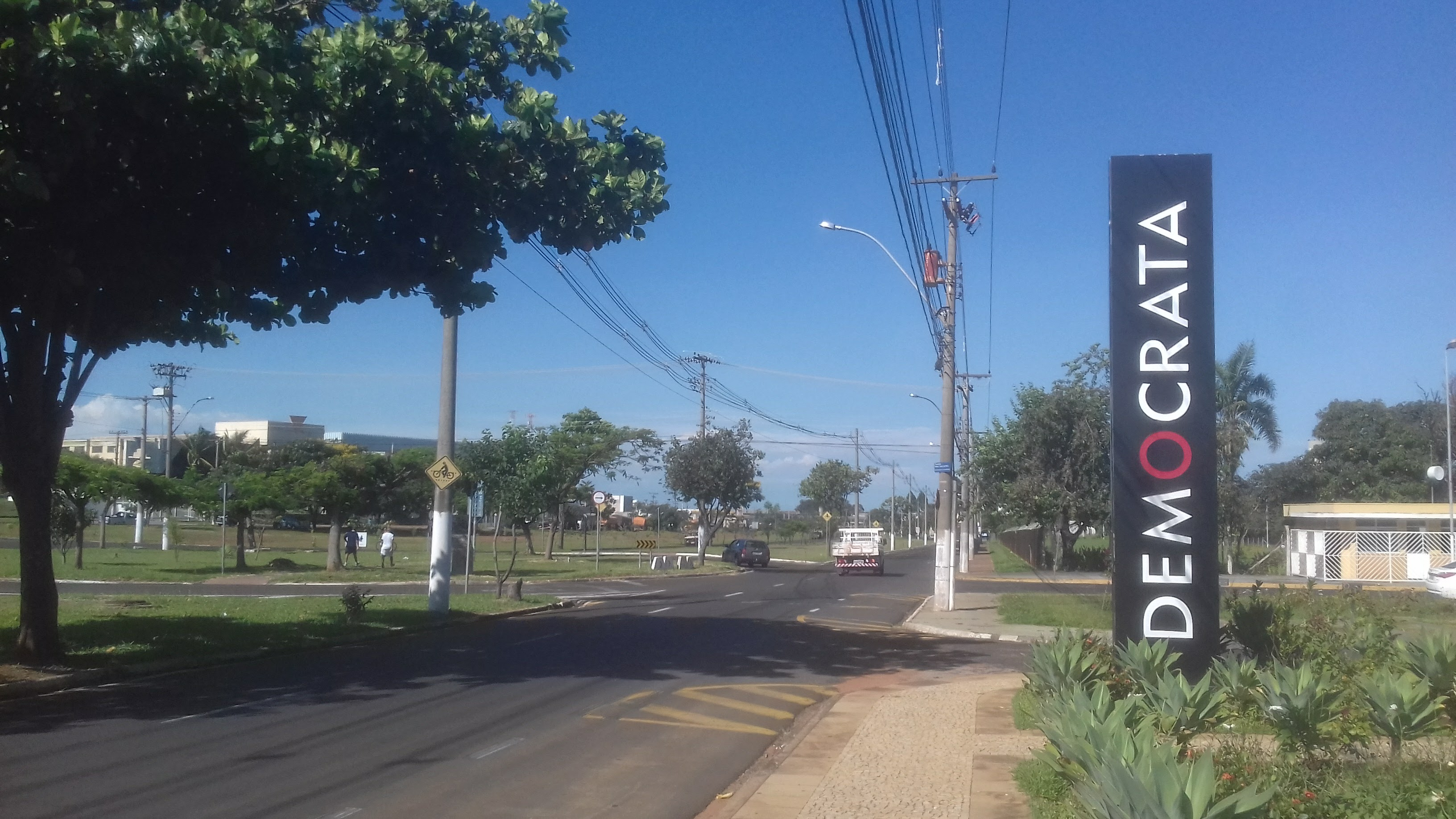
Portique de l'usine de chaussures pour hommes Democrata à Franca

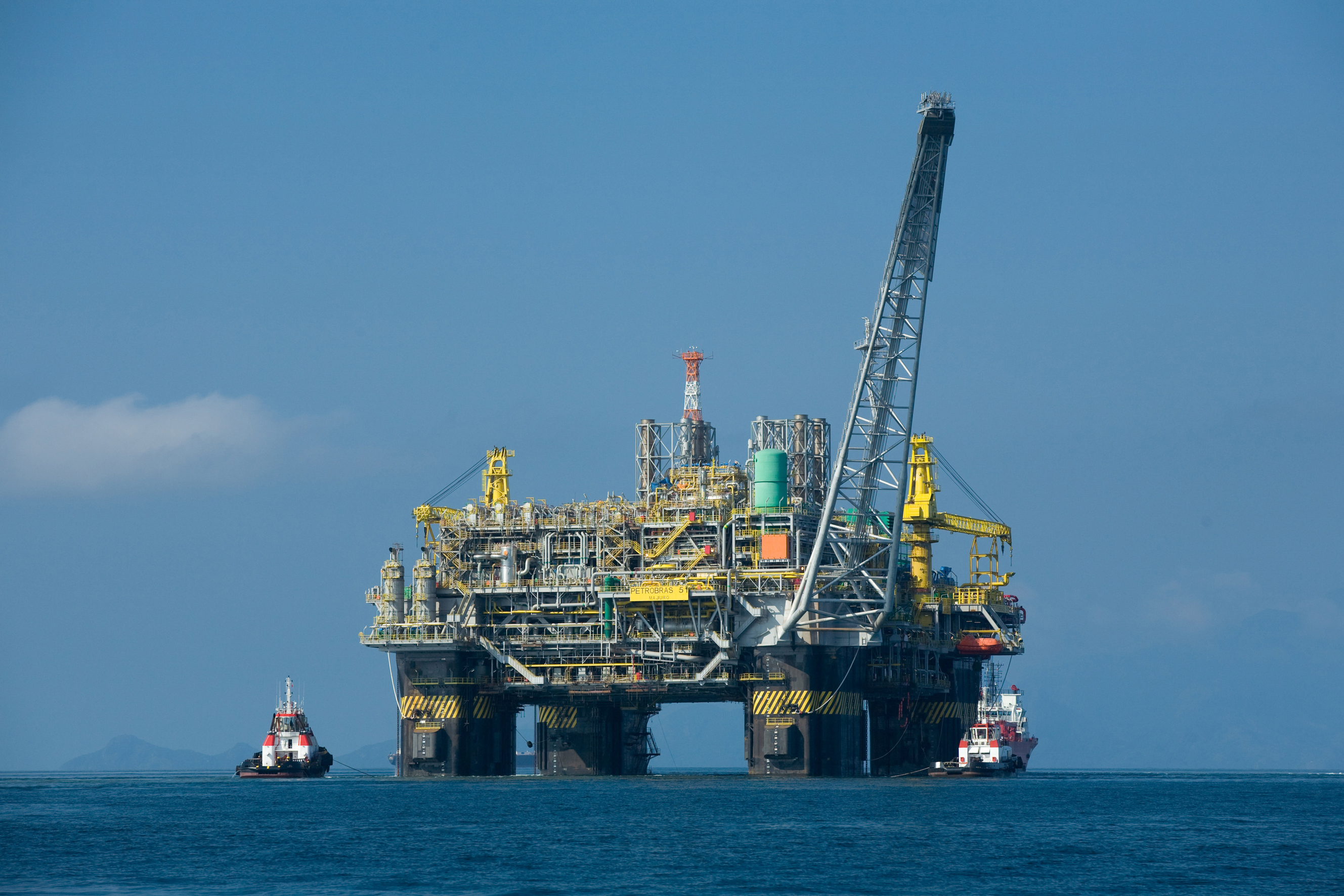
Plateforme P-51, pour la production de pétrole et de gaz naturel à Rio de Janeiro

Dans la région du Sud-Est, l'industrialisation du pays a commencé, faisant de l'industrie de la transformation la principale source de revenus et de travail dans ses États. L'état de São Paulo est devenu le plus grand parc industriel d'Amérique du Sud.
La région du Sud-Est représente 53% du PIB industriel du Brésil,,,.
Les principales activités industrielles de la région sont :
- Industrie sidérurgique et métallurgie: C'est dans cette région que se situe la première industrie de ce type, la Companhia Siderúrgica Nacional, dans la ville de Volta Redonda, en raison de sa proximité avec une vaste zone d'extraction de fer, le soi-disant "quadrilatère du fer", dans l'état du Minas Gerais. Le Usiminas, à Ipatinga, qui est aujourd'hui le plus grand producteur d'acier brut du pays, et la Companhia Siderúrgica de Tubarão, à Vitória, Espírito Santo, sont également installés dans la région. La région du sud-est produit environ 90% de l'acier du pays.

Au Brésil, le secteur automobile représente environ 22% du PIB industriel. La région du Grand ABC, à São Paulo, est le premier centre et le plus grand centre automobile du Brésil. Alors que la fabrication du pays se limitait pratiquement à ABC, l'État représentait 74,8% de la production brésilienne en 1990. En 2017, cet indice est tombé à 46,6%, et en 2019, à 40,1%, en raison d'un phénomène d'internalisation de la production de véhicules. au Brésil, sous l'effet de facteurs tels que les syndicats, qui imposaient des charges salariales et salariales excessives, ont découragé les investissements et favorisé la recherche de nouvelles villes. Le développement des villes ABC a contribué à réduire l'attractivité, en raison de la hausse des coûts immobiliers et de la densité plus élevée des zones résidentielles. Sul Fluminense (Rio de Janeiro) était déjà le deuxième plus grand pôle en 2017, mais en 2019, il est tombé à la quatrième place, derrière Paraná (15%) et Minas Gerais (10,7%). Dans le sud-est, il y a des usines de GM, Volkswagen, Fiat, Ford, Honda, Toyota, Mitsubishi, Nissan, Hyundai, Mercedes-Benz, Land Rover, Citroen / Peugeot, Scania et Iveco,.
Dans la production de tracteurs, en 2017, les principaux fabricants brésiliens étaient John Deere, New Holland, Massey Ferguson, Valtra, Case IH et le Brésilien Agrale. Ils ont tous des usines dans le sud-est, essentiellement à São Paulo.
- Pétrole : La quasi-totalité du pétrole et du gaz naturel du Brésil est extrait dans le sud-est, principalement à Rio de Janeiro, mais aussi à Espírito Santo et à São Paulo. La majeure partie du raffinage du pétrole est également effectuée dans la région. Rio de Janeiro présente une grande importance dans la prospection pétrolière, dont São Paulo a une grande importance dans l'activité de raffinage, étant situé dans cet état les principales raffineries du pays, parmi elles, la REPLAN, la principale du pays. En plus du pétrole, il y a l'extraction de gaz naturel du bassin maritime de Santos et, jusqu'à il y a quelques années, il y avait l'extraction de bitume dans la vallée de la rivière Paraíba.

- Haute technologie: La soi-disant "Silicon Valley brésilienne" est située dans cette région, composée des villes de São Paulo, São José dos Campos, São Carlos et Campinas. Ces quatre villes concentrent les industries de informatique, télécommunications, électronique et autres activités de haute technologie; en plus d'avoir d'importants centres de recherche et d'importantes universités, telles que l'Institut technologique de l'aéronautique - ITA, à São José dos Campos. Le Brésil possède deux grands centres de production de produits électroniques, situés dans la région métropolitaine de Campinas, dans l’État de São Paulo, et dans la zone de libre-échange de Manaus, dans l’État d’Amazonas. Il existe de grandes entreprises technologiques de renommée internationale, ainsi qu'une partie des industries qui participent à leur chaîne d'approvisionnement. Le pays compte également d'autres centres plus petits, comme les municipalités de São José dos Campos et São Carlos, dans l'État de São Paulo. À Campinas, il existe des unités industrielles de groupes tels que General Electric, Samsung, HP et Foxconn, un fabricant de Apple et Dell. São José dos Campos, se concentre sur l'industrie aéronautique. C'est là que se trouve le siège de Embraer, une société brésilienne qui est le troisième constructeur aéronautique au monde, après Boeing et Airbus. Dans la production de téléphones portables et d'autres produits électroniques, Samsung produit en Campinas; LG produit à Taubaté; Flextronics, qui produit des téléphones portables Motorola, produit en Jaguariúna; et Semp-TCL produit dans Cajamar. À Santa Rita do Sapucaí, dans le Minas Gerais, 8 000 emplois sont liés au secteur, avec plus de 120 entreprises. La plupart produisent des équipements pour l'industrie des télécommunications, tels que des décodeurs, y compris ceux utilisés dans la transmission du système de télévision numérique[21],[22],[23].

En 2011, le Brésil avait la sixième plus grande industrie chimique au monde, avec des ventes nettes de 157 milliards de dollars, soit 3,1% des ventes mondiales. À cette époque, il y avait 973 usines de produits chimiques à usage industriel. Ils sont concentrés dans la région du sud-est, principalement à São Paulo. En 2018, le secteur chimique brésilien était le huitième au monde, représentant 10% du PIB industriel national et 2,5% du PIB total. En 2020, les importations occuperont 43% de la demande intérieure de produits chimiques. Depuis 2008, l'utilisation moyenne des capacités dans l'industrie chimique brésilienne se situe à un niveau jugé faible, compris entre 70 et 83%,,.
Dans industrie pharmaceutique, la plupart des entreprises brésiliennes sont établies depuis longtemps à São Paulo et Rio de Janeiro. En 2019, la situation était que, en raison des avantages fiscaux offerts dans des États tels que Pernambuco, Goiás et Minas Gerais, les entreprises quittaient RJ et SP pour se rendre dans ces États. En 2017, le Brésil était considéré comme le sixième plus grand marché pharmaceutique au monde. Les ventes de médicaments dans les pharmacies ont atteint environ 57 milliards de réaux (17,79 milliards de dollars américains) dans le pays. Le marché pharmaceutique brésilien comptait 241 laboratoires réglementés et autorisés pour la vente de médicaments. Parmi ceux-ci, la majorité (60%) ont un capital national. Les entreprises multinationales détenaient environ 52,44% du marché, dont 34,75% dans les emballages commercialisés. Les laboratoires brésiliens représentent 47,56% du marché en ventes et 65,25% en caisses vendues. Dans la répartition des ventes de médicaments par État, São Paulo s'est classée première: l'industrie pharmaceutique de São Paulo a réalisé un chiffre d'affaires de 53,3 milliards de réaux, 76,8% des ventes totales dans tout le pays. Les entreprises qui ont le plus bénéficié de la vente de médicaments dans le pays en 2015 étaient EMS[Lequel ?], Hypermarcas (NeoQuímica), Sanofi (Medley), Novartis, Aché[Lequel ?], Eurofarma, Takeda, Bayer, Pfizer et GSK,,.
En industrie alimentaire, en 2019, le Brésil était le deuxième exportateur d'aliments transformés au monde, avec une valeur de 34,1 milliards de dollars américains d'exportations. Les revenus de l'industrie brésilienne des aliments et des boissons en 2019 s'élevaient à 699,9 milliards de réaux, soit 9,7% du produit intérieur brut du pays. En 2015, le secteur industriel de l'alimentation et des boissons au Brésil comprenait 34 800 entreprises (sans compter les boulangeries), dont la grande majorité était de petite taille. Ces entreprises employaient plus de 1 600 000 travailleurs, faisant de l'industrie des aliments et des boissons le plus grand employeur du secteur manufacturier. Il y a environ 570 grandes entreprises au Brésil, qui représentent une bonne partie du revenu total de l'industrie. São Paulo a créé des entreprises telles que: Yoki, Vigor, Minerva Foods, Bauducco, Santa Helena, Marilan, Ceratti , Fugini, Chocolates Pan, Embaré, entre autres. Le Minas Gerais a créé des entreprises alimentaires d'importance nationale telles que Itambé et Pif Paf Alimentos. Espírito Santo a créé Chocolates Garoto et Rio de Janeiro a créé Piraquê et Granfino,,.
Dans Industrie de la chaussure, en 2019, le Brésil a produit 972 millions de paires. Les exportations étaient d'environ 10%, atteignant près de 125 millions de paires. Le Brésil occupe la quatrième place parmi les producteurs mondiaux, derrière la Chine, l'Inde et le Vietnam, et la 11e parmi les plus grands exportateurs. Parmi les paires produites, 49% étaient en plastique ou en caoutchouc, 28,8% étaient en stratifié synthétique et seulement 17,7% étaient en cuir. Le plus grand pôle du Brésil se trouve à Rio Grande do Sul, mais São Paulo possède d'importants centres de chaussures, comme celui de la ville de Franca, spécialisé dans les chaussures pour hommes, dans la ville de Jaú, spécialisé dans la chaussure pour femmes et dans la ville de Birigüi, spécialisée dans la chaussure. les enfants. Jaú, Franca et Birigui représentent 92% de la production de chaussures dans l'état de São Paulo. Birigui compte 350 entreprises, qui génèrent environ 13 000 emplois, produisant 45,9 millions de paires par an. 52% des chaussures pour enfants du pays sont produites dans cette ville. De Birigui sont venues la plupart des usines de chaussures pour enfants les plus célèbres du pays. Jaú possède 150 usines qui produisent environ 130 000 paires de chaussures pour femmes bon marché par jour. Le secteur de la chaussure à Franca compte environ 550 entreprises et emploie environ 20 000 salariés. La plupart des usines de chaussures pour hommes les plus connues du pays proviennent de São Paulo. Minas Gerais a un pôle spécialisé dans les chaussures et chaussures bon marché à Nova Serrana. La ville compte environ 830 industries, qui en 2017 ont produit environ 110 millions de paires. Cependant, dans l'ensemble, l'industrie brésilienne a du mal à concurrencer les chaussures chinoises, dont le prix est imbattable en raison de la différence de perception des taxes d'un pays à l'autre, en plus de l'absence de lourdes taxes sur le travail brésiliennes en Chine, et l'homme d'affaires brésilien a dû investir dans des produits à valeur ajoutée, alliant qualité et design, pour survivre,,,,.
En industrie textile, le Brésil, bien qu'il soit parmi les 5 plus grands producteurs mondiaux en 2013 et qu'il soit représentatif de la consommation de textiles et de vêtements, est très peu intégré au commerce mondial. En 2015, les importations brésiliennes se classaient au 25e rang (5,5 milliards de dollars américains). Et au niveau des exportations, il n'était que 40e au classement mondial. La participation du Brésil au commerce mondial des textiles et des vêtements n'est que de 0,3%, en raison de la difficulté de concurrencer les prix des producteurs indiens et principalement chinois. La valeur brute de la production, qui comprend la consommation de biens intermédiaires et de services, de l'industrie textile brésilienne correspondait à près de 40 milliards de réaux en 2015, soit 1,6% de la valeur brute de la production industrielle au Brésil. São Paulo (37,4%) est le plus gros producteur. Les principales zones productives de São Paulo sont la région métropolitaine de São Paulo et Campinas. Minas Gerais a 8,51% (troisième plus grande production du pays).
En industrie de l'électroménager, les ventes ont été de 12,9 millions d'unités en 2017. Le secteur a connu son pic de ventes en 2012, avec 18,9 millions d'unités. Les marques les plus vendues sont Brastemp, Electrolux, Consul et Philips. Brastemp est originaire de São Bernardo do Campo. São Paulo était également le lieu de fondation de Metalfrio.

## Industrie
Dans cette région l'industrie est en développement. On trouve dans la région l'industrie pétrolière qui est très présente au Brésil, mais pas uniquement, on rencontre l'industrie automobile, sidérurgique, pétrochimique.

## Villes
Les principales villes, au regard de la population, sont :
1. São Paulo (11 037 593 habitants)
2. Rio de Janeiro (6 093 472)
3. Belo Horizonte (2 232 747)
4. Guarulhos (1 071 268)
5. Campinas (968 172)
6. Nova Iguaçu (915 366)
7. São Gonçalo (889 828)
8. Duque de Caxias (770 865)
9. São Bernardo do Campo (701 289)
10. Osasco (650 993)
11. Santo André (648 443)
12. São José dos Campos (538 909)
13. Contagem (537 806)
14. Ribeirão Preto (505 053)
15. Uberlândia (500 488)
16. Sorocaba (494 649)
17. Niterói (458 465)
18. Juiz de Fora (456 432)
19. Santos (412 243)
20. Vila Velha (357 952)
21. Bauru (310 000)
22. Vitória (291 941)